# Luana Bertolucci

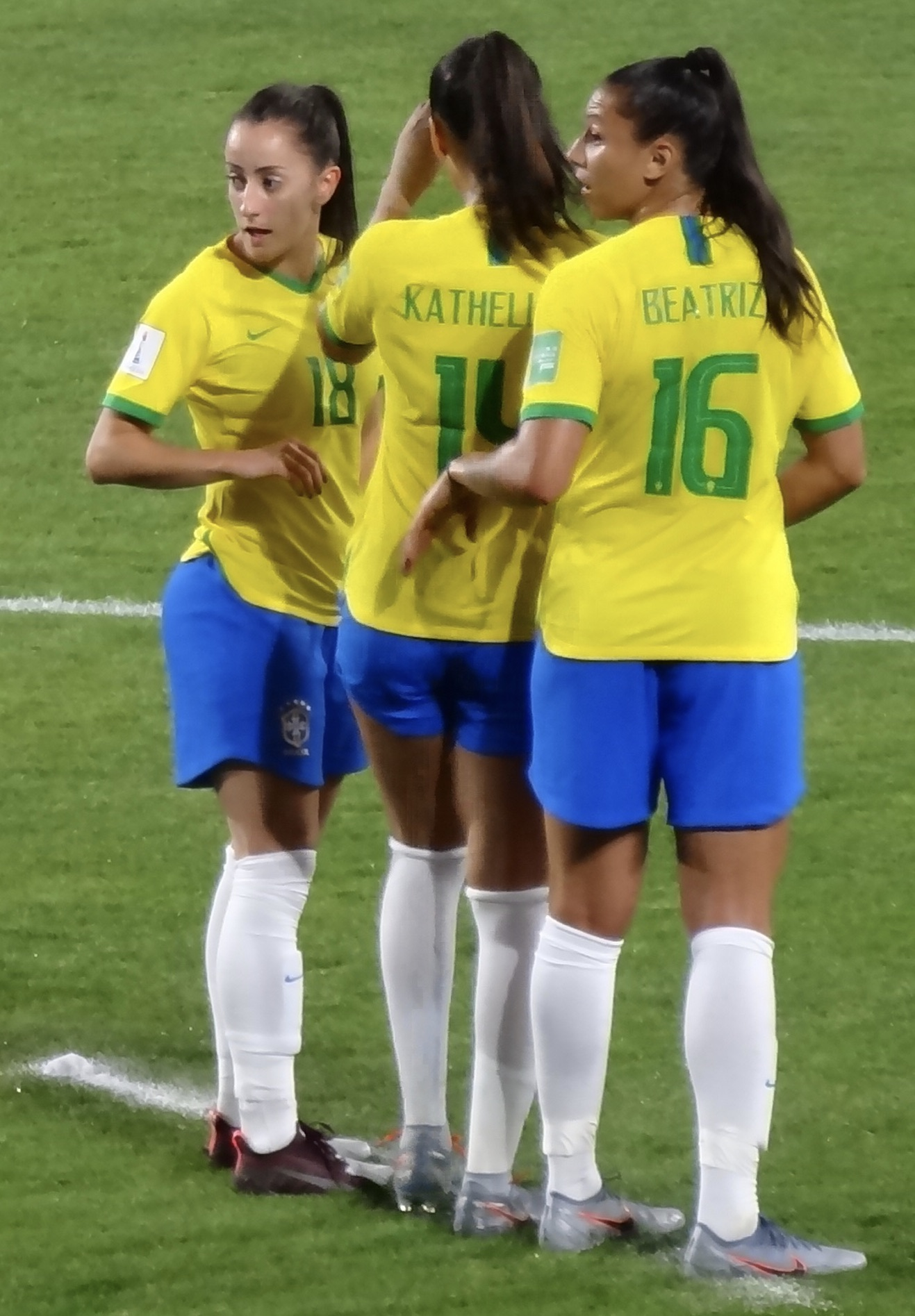
Luana, Kathellen e Beatriz

Luana Bertolucci Paixão, mais conhecida como Luana ou Luaninha (São Bernardo do Campo, 2 de maio de 1993), é uma futebolista brasileira que atua como volante ou meio-campista.[carece de fontes?] Atualmente joga pela Seleção Brasileira de Futebol Feminino.

## Seleção Brasileira
Foi convocada para a Seleção Brasileira para a Copa do Mundo de Futebol Feminino da França, em 2019. É a sua primeira disputa em uma Copa do Mundo pela seleção feminina principal. Foi convocada no lugar de Adriana, meio-campista do Corinthians, desconvocada por conta de uma lesão no joelho esquerdo. Sua estreia em campo pela seleção principal foi na vitória do Brasil contra a Dinamarca, por 2 a 1, no Torneio Internacional Cidade de São Paulo, em 2012, substituindo a jogadora Érika em campo. Foi escalada para a final do torneio, também contra a Dinamarca, no jogo que deu o tricampeonato para o Brasil. Defendeu a Seleção Feminina Brasileira pelas categorias de base no Mundial Sub-17 de Trinidade Tobago, em 2010, chegando às quartas de finais, e no Mundial Sub-20 do Japão, em 2012.  Foi campeã sul-americana pela Sub-17 em 2010.

## Carreira em clubes
No exterior, teve passagem pelo Avaldsnes Idrettslag, da Noruega, onde atuou por 4 anos. Na temporada de 2019, passou a defender o time sul-coreano Hwacheon KSPO WFC.
No Brasil, jogou pelos clubes paulistas São Bernardo, São Caetano e Associação Desportiva Centro Olímpico a Adeco.
Foi anunciada no dia 20 de junho de 2022 como novo reforço do Corinthians.

## Títulos
Seleção Brasileira
- Copa América: 2022

Corinthians
- Copa Paulista: 2022
- Campeonato Paulista: 2023
- Supercopa do Brasil: 2023
- Campeonato Brasileiro: 2023
- Copa Libertadores: 2023

### Prêmios individuais
- Bola de Prata - Melhor volante: 2023